# Getal van Skewes
Het getal van Skewes is het eerste gehele getal x waarvoor geldt dat:
{\displaystyle \pi (x)>li(x)}
waar {\displaystyle \pi (x)} de priemgetal-telfunctie is en {\displaystyle li(x)} de logaritmische integraalfunctie is.
De Zuid-Afrikaanse wiskundige Stanley Skewes gaf in 1933 de eerste benadering van dit getal:
{\displaystyle e^{e^{e^{79}}}\approx 10^{10^{10^{34}}}}
Het getal van Skewes is dan ook naar hem genoemd. Deze benadering is erop gebaseerd dat de Riemann-hypothese geldt. Skewes gaf in 1955 een benadering waarvoor deze veronderstelling niet nodig is. 
In latere jaren is de bovengrens met behulp van computers, die de nulpunten van de Riemann-zèta-functie zeer precies kunnen berekenen, naar beneden bijgesteld. 
- (en)  HJJ te Riele in Mathematics of Computation. On the difference π(x) − Li(x). 1987. 48, 323-328
- (en)  S Skewes in Journal of the London Mathematical Society. On the difference π(x) – li(x), 1933. 8, 277-283
- (en)  S Skewes in Proceedings of the London Mathematical Society. On the difference π(x) – li(x), 1955. 5, 48-70